# 丸子鉄道B2形電気機関車
丸子鉄道B2形電気機関車（まるこてつどうB2がたでんききかんしゃ）は、上田交通の前身事業者である丸子鉄道が、1937年（昭和12年）に新製した電気機関車である。

## 概要
丸子鉄道においては、1924年（大正13年）の電化完成以来、A1形電気機関車を貨物列車牽引に充当し、電化以前より在籍した蒸気機関車を主に入換用途に充当してきたが、貨物輸送力の強化およびA1形を入換機兼用として蒸気機関車を代替することによって貨物輸送の完全無煙化を図る目的で、1937年（昭和12年）1月にB2形（B2号機）の1両が坂元工業所において新製された。

## 仕様
全長9,335mmのリベットによる組立工法を多用した無骨な箱形車体を備えるが、一般的な箱形電気機関車においては車体中央部に主要機器の多くを搭載するところ、本形式は電動空気圧縮機 (CP) 以外の機器を全て床下へ搭載しており、車内は単なる空間であった。
制御方式は直接式で、ゼネラル・エレクトリック (GE) 社製のGE-K-38を前後運転台に各1基搭載した。
台車はブリル27E-1を装着する。同台車の固定軸間距離は1,312mmと短く、これによって前述した床下への主要機器搭載スペースの確保が可能となった。車輪径は860mmである。
主電動機はウェスティングハウス・エレクトリック (WH) 製のWH-101-1を1両当たり4基、全軸に搭載する。端子電圧500V時の一時間定格出力は37.3kWで、駆動方式は一段歯車減速式吊り掛け駆動、歯車比は3.67 (66:18) 、定格牽引力は2,500kgf、定格速度は38km/hである。
制動装置は自動空気ブレーキを常用、手ブレーキを併設した。
連結器はシャロン式自動連結器を装着した。

## 運用
陸運統制令に基く丸子鉄道と上田電鉄（初代）との戦時合併により上田丸子電鉄が設立され、同社の保有機となったのちも原形式・原番号のまま運用されたが、1949年（昭和24年）にED2形2と改番され、さらに翌1950年（昭和25年）7月1日付で実施された全在籍車両を対象とした一斉改番に際してED2110形2111となり、1962年（昭和37年）には制御方式が直接式から間接非自動制御式（HL式）に改良されてED2210形2211と改番された。
ED25形の導入後は予備機となり、1969年（昭和44年）4月19日に丸子線が廃止されると、ED25形と異なり他線区に転属することなく、同年11月18日付で廃車・解体処分された。